# Saint-Gilles-Pligeaux
Saint-Gilles-Pligeaux è un comune francese di 284 abitanti situato nel dipartimento delle Côtes-d'Armor nella regione della Bretagna.

## Società

### Evoluzione demografica
Abitanti censiti